# Sendang Tirto
Sendang Tirto is een bestuurslaag in het regentschap Sleman van de provincie Jogjakarta, Indonesië. Sendang Tirto telt 17.203 inwoners (volkstelling 2010).